# 声音花园乐队
聲音花園 （英語：Soundgarden）是一支美國的搖滾樂團，於1984年在華盛頓州的西雅圖組建，最初的陣容是主音兼鼓手克里斯·康奈爾、吉他手金·泰伊爾（Kim Thayil）、貝斯手山本宏（Hiro Yamamoto）。後來，正式鼓手馬特·卡梅倫（Matt Cameron）在1986年加入，山本宏則在1989年退出了樂隊，其位置被本·謝潑德（Ben Shepherd）在1990年取代，形成樂隊的經典陣容。
聲音花園是早期的油漬搖滾樂隊之一，曾加入獨立唱片公司Sub Pop。1988年，聲音花園成為首個與大型唱片公司簽訂合同的油漬搖滾樂隊，但樂隊沒有即時得到商業成功。直至1990年代早期與涅槃乐队（Nirvana）、珍珠果醬（Pearl Jam）和愛麗絲囚徒（Alice in Chains）等共同推廣油漬搖滾，才獲得了國際聲譽。樂隊在1994年發行的專輯《Superunknown》取得重大商業成功及極佳評價，名列公告牌二百強專輯榜的榜首，《Black Hole Sun》和《Spoonman》更同時成為格林美獎的獲獎歌曲。
然而，在1997年，樂隊發行第五張專輯後的一年，卻以「創作理念不合」這樣的傳統理由宣布解散，直至2010年，主音康奈爾才帶來聲音花園重組的消息。除後樂隊在及後兩年間參加了數個大型音樂節與電視節目演出，並在2012年推出十六年以來首支單曲《Live To Rise》和全新專輯《King Animal》。截至2008年為止，聲音花園在美國的專輯銷量已經達到八百萬張，在全球達到二千萬張。

## 歷史

### 1984-1988
聲音花園的前身是一個名為「The Shemps」的樂隊，它在1980年代的初成立，是由日裔貝斯手山本宏、主唱兼鼓手克里斯·康奈爾組成，後來山本宏離開樂團，康奈爾找來了金·泰伊爾充當新的貝斯手。不久，泰伊爾、山本宏和布魯斯·帕維特（後來創辦了著名獨立唱片公司Sub Pop）搬到了西雅圖，而山本宏跟康奈爾仍有保持聯絡，兩人再次想組織樂隊，並找回了泰伊爾一起創建另一隊樂隊。

1984年，康奈爾、吉他手泰伊爾和貝斯手山本宏在西雅圖組建了聲音花園樂隊。聲音花園的名字來自西雅圖某個公園的一件雕塑，當風吹入雕塑內的空管時就會發出聲音。吉他手泰伊爾認為這個名字可以在視覺想像上引起強烈的震撼。1985年，樂隊招來了鼓手斯科特·森德奎斯特（Scott Sundquist），好讓康奈爾將精力集中於演唱，及後，樂隊便以此陣容到處演出了一年多。樂隊亦跟當時西雅圖的其他油漬搖滾樂隊一起錄製了一張名為《Deep Six》的合輯，並為合輯灌錄了三首歌曲。1986年，森德奎斯特為了有更多時間陪伴家人而退出樂隊，而樂隊則找來了曾經一起灌錄唱片的皮膚圍場（Skin Yard）的鼓手馬特·卡梅倫（Matt Cameron）來填補位置。

一次，KCMU電臺的唱片騎師喬納森（Jonathan Poneman）在看過樂隊的演出後，留下了深刻印象，並欲為樂隊發行一張專輯，泰伊爾建議喬納森與帕維特合作，於是，喬納森花了兩萬美元資助轉型成為一間正式的唱片公司。而聲音花園亦跟Sub Pop簽了合同，並在1987年推出了第一張迷你專輯，內含單曲《Hunted Down》，而其B-side的歌曲《Nothing to Say》亦收錄在KCMU電台的合輯磁帶中，此舉令更多人認識到聲音花園。
後來，Sub Pop分別在1987年和1988年為樂隊推出了迷你專輯。

### 1988-1990
雖然樂隊一直在拉攏各大唱片公司，但還是先與一間規模比較少的SST唱片公司簽約，並在1988年10月31日發行了樂隊首張專輯《Ultramega OK》，樂隊為單曲《Flower》製作了第一個音樂錄影帶，導演是馬克·米爾蒙（Mark Miremont），並在MTV的節目「120分鐘」定期播出。而樂隊亦為《Ultramega OK》展開第一個海外廵演，在1989年開始，所經地區包括美國和歐洲，這次廵演亦令聲音花園得到第一次格林美獎提名。
從《Ultramega OK》廵演期間，聲音花園與大型唱片公司A&M簽訂了合約，卻使得舊支持者對樂隊非常失望。隨後，樂隊開始創作第一張由大公司發行的唱片，1989年9月5日，樂隊推出了第二張專輯《Louder Than Love》，可以看到聲音花園的音樂遂步走向金屬主流，但其中一些歌曲的歌詞卻引起專輯的發行和銷售問題，尤其是《愛不釋手》和《Big Dumb Sex》兩首單曲。《Louder Than Love》成為樂隊第一張進入「公告牌二百强专辑榜」排行榜的專輯，最高峰是排在一百零八名於1990年。

在開始《Louder Than Love》廵演前一個月，貝斯手山本宏對自己未能為樂隊作出太大貢獻而沮喪，並決定離開樂隊，繼續大學學業，而樂隊找來了前涅槃乐队第二吉他手賈森·埃弗曼（Jason Everman）來頂替他的位置。聲音花園在1989年12月展開了北美巡迴演出，至到1990年3月結束，而巡演的開始和結束請來了Faith No More一起演出，中途亦為Voivod的《Nothingface》巡演作演出。接著，樂隊到歐洲巡演。1990年中期，樂隊完成巡演及《Louder Than Love》的宣傳工作後，便開除了賈森。

### 1991-1993
本·謝潑德取代了已離開的貝斯手賈森，成為聲音花園的新貝斯手。1991年，聲音花園開始以新陣容著手灌錄第三張專輯，康奈爾讚賞謝潑德為新專輯帶來創新，而其他成員都認為他的音樂知識和編曲能力改良了樂隊的音樂。同年的10月8日，樂團發行第三張專輯《Badmotorfinger》。但專輯中的單曲《Jesus Christ Pose》及其音樂錄影帶的片段卻激怒了很多聽眾，他們都覺得這是一支反基督的單曲，同時MTV亦禁止播放這首單曲的音樂錄影帶，樂隊甚至因此在英國宣傳專輯的時候，收到了死亡恐嚇。康奈爾後來解釋這支單曲只是批評公眾人物利用宗教來宣傳自己。雖然在當時，這專輯被涅槃乐队專輯《從不介意》的光芒蓋過，但《Nevermind》亦給同為油漬搖滾樂隊的聲音花園帶來更廣泛的關注，使單曲《Outshined》和《Rusty Cage》經MTV及其他另類搖滾電台播放，而受到聽眾的歡迎。《Badmotorfinger》最終得到在1992年格林美提名最佳金屬演出，且成為1992年的一百大最暢銷專輯之一。

在《Badmotorfinger》的發行後，聲音花園開展了北美巡演由1991年10月至11月。隨後，樂隊亦被槍與玫瑰親自選定為擔任其《Use Your Illusion》巡演中的演出樂隊。1992年，聲音花園在皮膚圍牆的《Slave to the Grind》巡演中作演出，然後轉往歐洲繼續領銜巡演，為期一個月，及後再回到了美國巡演。夏天，樂隊又到歐洲，繼續為槍與玫瑰的《運用你的幻想》巡演作演出，當時還有Faith No More樂團加入了巡演。被問及與槍與玫瑰一起巡演，康奈爾說在巡演中沒有得到太大的樂趣，亦指出有不少聽眾都沒有留意他們的歌曲，他認為這是件奇怪的事情。接著，樂隊又與嗆辣紅椒、Ministry、珍珠果醬等樂隊在1992年的Lollapalooza音樂節中共同演出。同年，樂隊推出了《Badmotorfinger》專輯的限量版其中包含了樂隊演奏的黑色安息日歌曲《Into the Void》，碟片中名為
《Into the Void (Sealth)》，這個版本更被格林美提名最佳金屬演出於1993年。後來，樂隊又發行了一個影像專輯《Motorvision》，這是1992年在西雅圖的派拉蒙劇院中拍攝的，專輯有一首名為《Birth Ritual》的單曲，是樂隊在1992年為電影《Singles》所創作的。

### 1993-1995
在宣傳《Badmotorfinger》的同時，樂隊亦開始製作第四張專輯。康奈爾說在這次錄製讓樂隊擁有的空閒時間比以往的都要多，泰伊爾指出成員能有更多時間投放在錄製歌曲上。《Superunknown》在1994年3月18日發佈，專輯受先行單曲《Spoonman》、《The Day I Tried to Live》、《Black Hole Sun》、《My Wave》和《Fell on Black Days》的帶動，成為樂隊的最具突破性的專輯，一舉登上「公告牌二百强专辑榜」的榜首。專輯中的歌曲表現出樂隊的創新及恢復了早期作品的沉重，同時又展露出樂隊的新風格，這張專輯的主題相當黑暗及神秘，亦涉及到抑鬱、濫用藥物和自殺等問題。康奈爾指出靈感是來自希薇亞·普拉斯的作品中。而這專輯亦比以往的更具實驗性，當中有曲目加入了中東、印度音樂的元素。滾石雜誌的J.D.康西迪恩（J. D. Considine）說《Superunknown》的影響力比很多樂隊的生涯中全部作品更為深遠，亦表示專輯對悲慘和絕望的描述都比《In Utero》做得更好。單曲《Black Hole Sun》的音樂錄影帶成為了MTV的熱播，並在1994年獲得MTV的最佳金屬/硬式搖滾影片獎及在1995年獲得另類音樂視頻的克里歐獎（Clio Awards）。聲音花園更在1995年從格林美獲得了兩個獎項，分別是《Black Hole Sun》的最佳硬式搖滾演出及《Spoonman》的最佳金屬演出，《Superunknown》亦被提名為1995年最佳搖滾專輯。《Superunknown》已經在美國得到五倍白金的銷量，且仍是聲音花園最成功的專輯。

## 專輯

### 錄音室專輯
- Ultramega OK (1988)
- Louder Than Love（英语：Louder Than Love） (1989)
- Badmotorfinger (1991)
- Superunknown (1994)
- Down on the Upside (1996)
- King Animal (2012)

## 獲獎與提名
格林美獎
| 年份 | 提名作品               | 獎項           | 結果 |
| ---- | ---------------------- | -------------- | ---- |
| 1990 | Ultramega OK           | 最佳重金屬演出 | 提名 |
| 1992 | Badmotorfinger         | 最佳重金屬演出 | 提名 |
| 1993 | Into the Void (Sealth) | 最佳重金屬演出 | 提名 |
| 1995 | Spoonman               | 最佳重金屬演出 | 獲獎 |
| 1995 | Black Hole Sun         | 最佳硬搖滾演出 | 獲獎 |
| 1995 | Superunknown           | 最佳搖滾專輯   | 提名 |
| 1997 | Pretty Noose           | 最佳硬搖滾演出 | 提名 |
| 2011 | Black Rain             | 最佳硬搖滾演出 | 提名 |